# Red Byron
Robert "Red" Byron (Plasterco, (Virginia), 12 maart 1915 – Chicago, 11 november 1960) was een Amerikaans autocoureur. Hij won het eerste NASCAR kampioenschap in 1949.

## Carrière
Byron begon zijn autosportcarrière in de jaren dertig. Tijdens de Tweede Wereldoorlog was hij een boordwerktuigkundige bij de United States Army Air Forces. Tijdens een missie werd zijn B-24 Liberator neergehaald en Byron werd zwaar gekwetst. Het kostte hem twee jaar om te herstellen.
Na de oorlog ging hij weer aan het racen. Hij nam in 1949 deel aan het allereerste NASCAR-kampioenschap, won de race op Daytona Beach en werd de eerste NASCAR-kampioen. Nadat hij zijn titel behaald had racete hij nog enkele races maar hield het al snel voor bekeken. Hij reed tijdens zijn korte NASCAR-carrière vijftien races waarvan hij er twee won. In 1960 stierf hij op 45-jarige leeftijd aan de gevolgen van een hartinfarct. In 2008 werd hij postuum erelid van de International Motorsports Hall of Fame.